# Bijelo dugme
Bijelo dugme var ett jugoslaviskt rockband från Sarajevo. Det var ett av de populäraste rockbanden i Jugoslavien, och spelade in nio album mellan 1973 och 1989. Bandet kallades ibland för "Balkans Rolling Stones".

## Historia

### Med Bebek som sångare
Bijelo Dugmes sammanhållande gestalt och huvudsaklige låtkompositör Goran Bregović  tillbringade delar av sin barndom i musikskola men blev relegerad för "bristande talang". I slutet av 1960-talet blev Bregović inbjuden av sångaren Željko Bebek (född 1945) att bli basist i bandet Kodeksi där Bebek var medlem. Bregović bytte senare huvudinstrument till gitarr. Bandet splittrades dock och Goran och Zoran Redžić, även han från Kodeksi, bildade senare bandet Jutro ("Morgon") och fick sedan även med Željko Bebek som sångare. 1974 bytte gruppen namn till Bijelo Dugme i samband med sitt första skivsläpp Kad bi' bio bijelo dugme ("Om jag vore en vit knapp") . 
Tillsammans med den karismatiske och sedermera kultförklarade sångaren Željko Bebek nådde Bijelo Dugme stjärnstatus i det forna Jugoslavien. Från tiden med Bebek är många av bandets populäraste låtar som Ima neka tajna veza, Selma och Bitanga i princeza från skivan med samma namn. En höjdpunkt anses vara just Bitanga i princeza som kom ut 1979 och av många anses vara bandets mognaste och mest utvecklade skiva tillsammans med Željko Bebek.

### Med Tifa som sångare
1984, när bandet redan börjat orientera sig mer mot New Wave-stilen för att konkurrera med nya populära band som Azra, tog Mladen Vojičić "Tifa" (född 1960) trots sin ungdom över rollen som sångare efter Bebek sedan först Alen Islamović, sångare i populära hårdrocksbandet Divlje jagode, tillfrågats men tackat nej. 
"Tifa" (som sägs redan som barn ha fått detta smeknamn då han älskade lokomotiv och brukade ropa "Ide lokomotifa!" - "Här kommer lokomotivet"!) var bara 24 år när han blev sångare i Bijelo Dugme. Han blev snabbt mycket populär och spelade in kända låtar som Lipe cvatu, Lažeš och Jer kad ostariš med bandet, men bland annat på grund av sitt drogmissbruk och personlighetsmotsättningar i bandet fick han sparken ur Bijelo Dugme 1985. Bregović sade sig nu ha tröttnat på instabila personer och då han ansåg Alen Islamović vara stabil och sund tillfrågade han ännu en gång denne om han ville bli bandets sångare. Islamović tackade ja denna gång. Tifa blev senare under en period sångare i Divlje jagode, bandet Islamović tidigare sjungit i.

### Med Islamović som sångare
Alen Islamović var sångare på Bijelo dugmes två sista, något mer folkmusikorienterade skivor med bland annat populära låtar som A i ti me iznevjeri, Hajdemo u planine och Đurđevdan. Han visade sig ta berömmelsen med mer måtta än sin föregångare och bandet fortsatte att skörda framgångar.
1989 avvek dock Islamović plötsligt mitt under en turné för att söka vård för bröstsmärtor. Turnén avbröts och samma år splittrades Bijelo Dugme, knappt några år före Jugoslaviens sammanbrott. Somliga har menat att just de ökande spänningarna inom Jugoslavien var en av de bidragande faktorerna till att sarajevobandet, som ibland setts som en symbol för det multietniska Bosnien och Jugoslavien med sin uppsättning medlemmar av olika etniskt ursprung, till slut splittrades. 

### Medlemmarnas solokarriärer
Goran Bregović har efter Bijelo Dugmes splittrande bland annat skrivit filmmusik för internationellt erkände regissören Emir Kusturicas internationellt framgångsrika filmer Zigenarnas tid, Underground och nått framgångar även med musik till andra europeiska produktioner som till exempel den franska filmen La reine Margot ("Drottning Margot") av Patrice Chéreau. En del material ur Bijelo Dugmes sånger återfinns i omarbetad form i Goran Bregovićs filmkompositioner. 
Samtliga av gruppens tre sångare har haft vissa framgång som soloartister. Željko Bebek rönte popularitet med sånger som bland annat Šta je meni ovo trebalo, Kako došlo, tako prošlo och Sinoć sam pola kafane popio. Tifa turnerade en kort period med Bebek och var bland annat med på en duett på dennes skiva Željko Bebek i Armija B och har senare bland annat samarbetat med kroatiska popgruppen Magazin som han spelat in en duett, Obećanja, tillsammans med. Alen Islamović, har huvudsakligen brukat framföra Bijelo Dugme-material på sina turnéer och har därigenom gjort mycket för att hålla gruppens sånger vid liv, men har också haft en del egna hits, till exempel duetten Lopov med sångerskan Indira Radić. 

### Återföreningar och konserter
Bijelo dugme återförenades sommaren 2005 för tre stora konserter i Sarajevo, Zagreb och Belgrad. Alla tre sångarna, Željko Bebek, Tifa och Alen Islamovć deltog och konserterna blev utsålda på bara några timmar. Konserten på hippodromen i Belgrad drog en publik på över 180 000 personer och ytterligare 20 000 lyssnade utanför.
Trion av sångare har utan Bregović fortsatt under namnet Bijelo Dugme att turnera i forna-Jugoslavien, däribland i Kroatien, Nordmakedonien och Slovenien, likväl som i ett flertal länder i Europa, däribland Tyskland, Danmark och Sverige. Den 8 november 2008 spelade Bijelo Dugme med alla tre sångare i Europaporten i Malmö och den 15 november i Solnahallen i Stockholm.
Bregović i sin tur uppträdde på Göteborgs konserthus och Konserthuset Stockholm den 29 respektive 30 november 2008.

## Medlemmar
- Goran Bregović - gitarr (1974 - 1989)
- Željko Bebek - sång (1974 - 1984)
- Mladen "Tifa" Vojičić - sång (1984 - 1985)
- Alen Islamović - sång (1986 - 1989)
- Zoran Redžić - basgitarr (1974 - 1975, 1977 - 1989)
- Jadranko Stanković - basgitarr (1974)
- Ljubiša Racić - basgitarr (1975 - 1977)
- Sanin Karić - basgitarr(1977)
- Goran "Ipe" Ivandić - trummor(1974 - 1976, 1977 - 1978, 1982 -  1989)
- Milić Vukašinović - trummor (1976 - 1977)
- Dragan "Điđi" Jankelić - trummor (1978 - 1982)
- Vlado Pravdić - keyboards (1974 - 1976, 1978 - 1987)
- Laza Ristovski - keyboards (1976 - 1978, 1984 - 1989)

## Diskografi

### Studioalbum
- Kad bi' bio bijelo dugme - 1974
- Šta bi dao da si na mom mjestu - 1975
- Eto! Baš hoću! - 1976
- Bitanga i princeza - 1979
- Doživjeti stotu - 1980
- Uspavanka za Radmilu M. - 1983
- Kosovka djevojka|Bijelo dugme (Kosovka djevojka) - 1984
- Pljuni i zapjevaj moja Jugoslavijo - 1986
- Ćiribiribela - 1988

### Live
- Koncert kod Hajdučke česme - 1977
- 5. april '81 - 1981
- Mramor, kamen i željezo - 1987
- Turneja 2005 - Sarajevo, Zagreb, Beograd - 2005

### Diverse
- Iz sve snage - 1975
- Ipe Ivandić i Bijelo Dugme - 1976
- Svi marš na ples! - 1981
- Singl ploče (1974-1975) - 1982
- Singl ploče (1976-1980) - 1982
- A milicija trenira strogocu! (i druge pjesme za djecu) - 1983
- Sanjao sam noćas da te nemam (Velike rock balade) - 1984
- Rock & Roll - 1988
- Nakon svih ovih godina - 1990
- Ima neka tajna veza - 1994